# Louis Raymond de Montaignac de Chauvance
Louis Raymond de Montaignac de Chauvance (11 mars 1811 à Paris - 9 juin 1891 à Paris), est un officier de marine et homme politique français de la Troisième République.

## Biographie

### Famille
Né le 11 mars 1811 à Paris, il est le fils de Raymond de Montaignac de Chauvance et de Anne Raffin d'Hauterive. Marié le 22 mai 1844 à Paris 10e arrondissement avec Sabine Gaillard d'Auberville (1826-1913), il est le père de deux fils : Renaud et Pierre.

### Carrière
Élève de 2e classe (octobre 1827), il fait campagne au Levant sur la Bayadère (1828-1829) puis sert aux côtes d'Afrique et aux Antilles sur la Diane et sur la Marne (1829-1832). Élève de 1re classe (juillet 1830), il est en 1832 sur l' Émeraude où il est nommé enseigne de vaisseau (janvier 1833).
Second du Castor (1834) sur les côtes algériennes, il sert de janvier 1837 à avril 1840 sur l' Artémise de Laplace dans un voyage de circumnavigation.
Lieutenant de vaisseau (décembre 1840), il fait des études sur la propulsion des navires par l'hélice et analyse de nouveaux types d’embarcations armées en guerre qui seront construites sous sa supervision à Lorient et au Havre (1841-1842). Il effectue une mission d'étude des machines marines en Angleterre et en Hollande puis reçoit le commandement de l'aviso à vapeur Corse qu'il met au point (1842-1844). En 1845, il est nommé à la Commission spéciale des bâtiments à vapeur puis commande en 1846 le Moustique et la station de Granville.
Commandant du Rôdeur (1847), promu capitaine de frégate (juillet 1848), il participe de nouveau à une mission d'étude en Angleterre puis commande le Pélican (1850) et la station de la mer du Nord. Il commande de nouveau le Corse en 1851 et devient en novembre 1853 membre du Conseil des travaux.
Chef d'état-major de l'escadre de la Baltique (1854), il sert en Crimée et se fait remarquer le 17 octobre 1854 lors de l'attaque de Sébastopol. Commandant de la batterie flottante Dévastation, il se distingue encore à la bataille de Kinbourn.
Capitaine de vaisseau (décembre 1855), membre de la Commission des paquebots transatlantiques, il commande la station de Terre-Neuve en 1859-1860 sur le Gassendi puis en 1860-1861 sur le Pomone.
En 1862, il entre au Conseil d'amirauté et commande en 1864 le Bisson et la division du littoral nord. Promu contre-amiral (septembre 1865), major général à Cherbourg, membre du conseil de perfectionnement de l'École polytechnique (1869), il prend part en 1870 à la défense de Paris en commandant les secteurs d'Auteuil et de Vaugirard.
Il est élu en février 1871 député à l'Assemblée nationale par la Seine-Inférieure et l'Allier et opte pour ce dernier département. Il est alors nommé président de la Commission de la marine et vice-président de la Commission de réorganisation de l'armée.
Inspecteur de la flotte et des ports de la Manche (juillet 1872), il prend sa retraite de la marine en mars 1873.
Président de la Commission supérieure de l'établissement national des Invalides et de la Société centrale de sauvetage des naufragés (1881-1890), il est nommé ministre de la Marine (mai 1874-mars 1876). Lors de son ministère, il favorise l'organisation de la première mission d'exploration menée en Afrique par Pierre Savorgnan de Brazza dont il connaissait la famille depuis un voyage à Rome en 1865.
Sénateur inamovible (décembre 1875) de droite, on lui doit aussi des études sur les améliorations appliquées aux cartes marines, sur le trafic des houilles en Angleterre et sur la défense des côtes en France et en Angleterre.

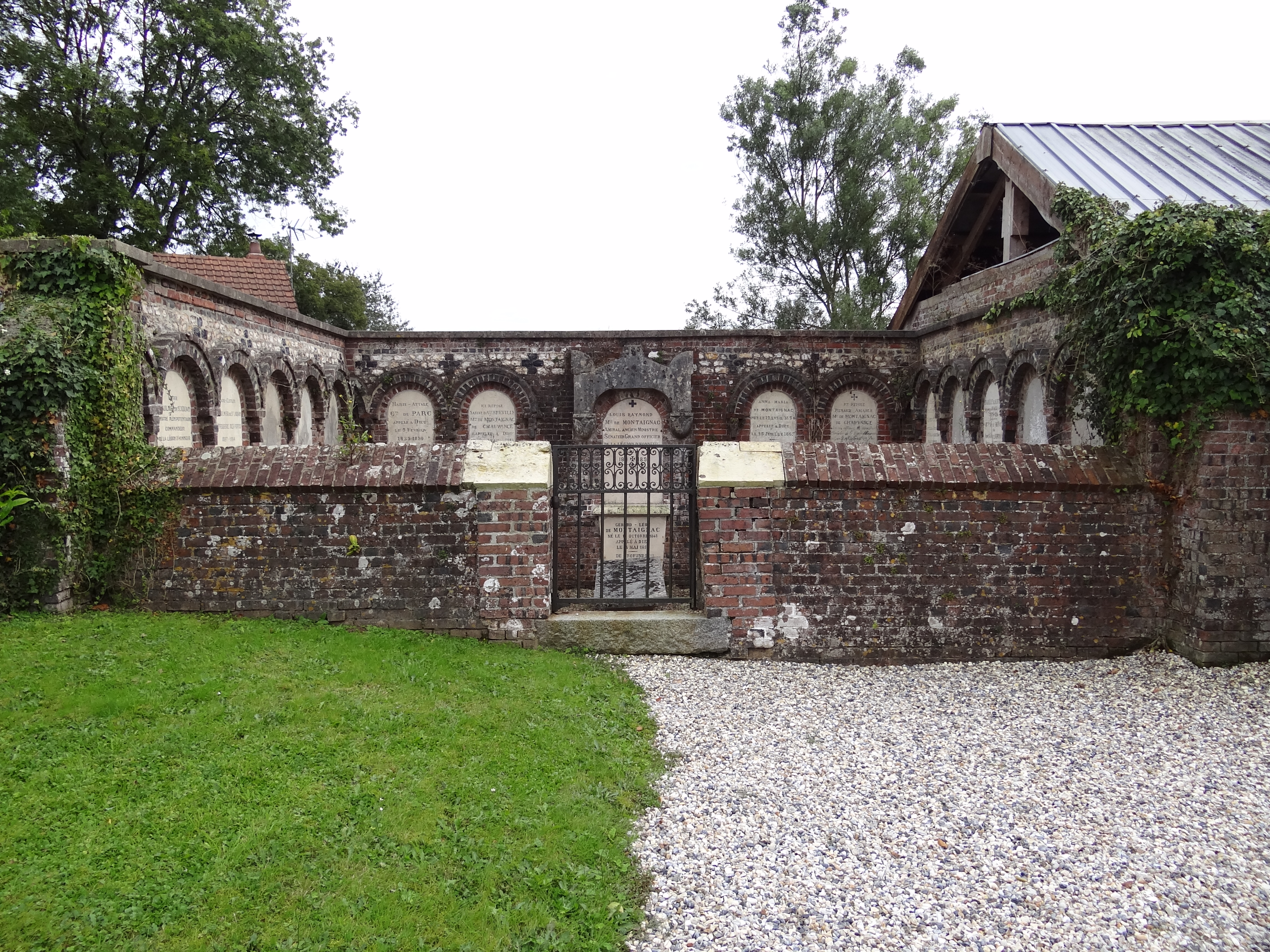
L'enclos de la famille Montaignac de Chauvance au cimetière de Gueutteville (Seine-Maritime).

Il meurt le 9 juin 1891 à Paris et est inhumé  dans le cimetière de Gueutteville (Seine-Maritime).

## Mandats et responsabilités politiques
- Député de l’Allier en 1871
- Ministre de la Marine du 22 mai 1874 au 9 mars 1876 dans les cabinets Courtot de Cissey, Buffet et Dufaure (3)
- Président de la Commission supérieure de l'établissement national des Invalides, de la Société centrale de sauvetage des naufragés.
- Sénateur inamovible de 1876 à 1891

## Distinctions
- Grand officier de la Légion d'honneur (23 janvier 1871)[2]
- Officier de l'Instruction publique
- Médaille de Crimée
- Grand-croix de l'ordre d'Isabelle la Catholique
- Grand-croix de l'ordre de Saint-Grégoire-le-Grand